# 石油平台

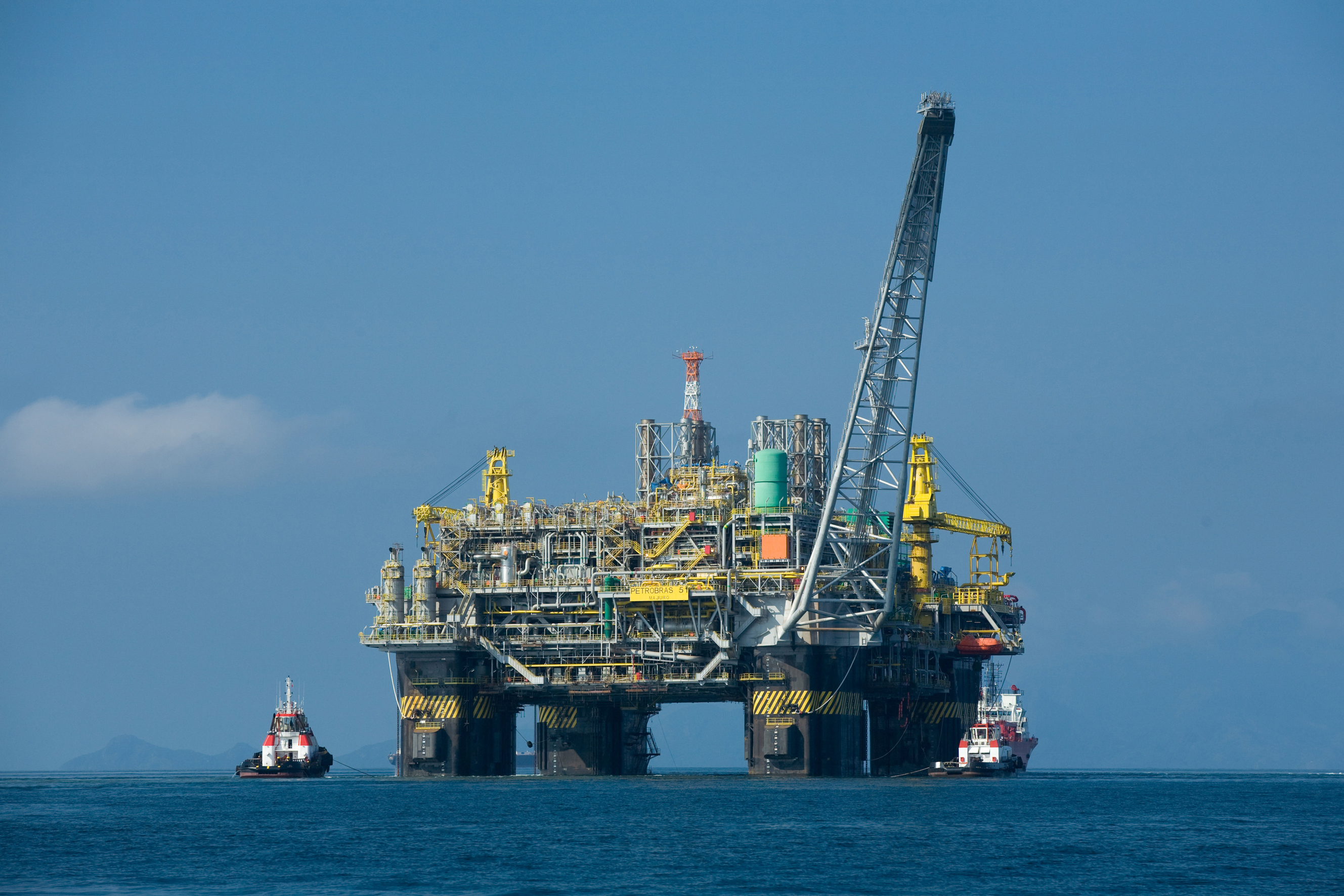
巴西海域的石油平台的P-51是一種半潛式平台。

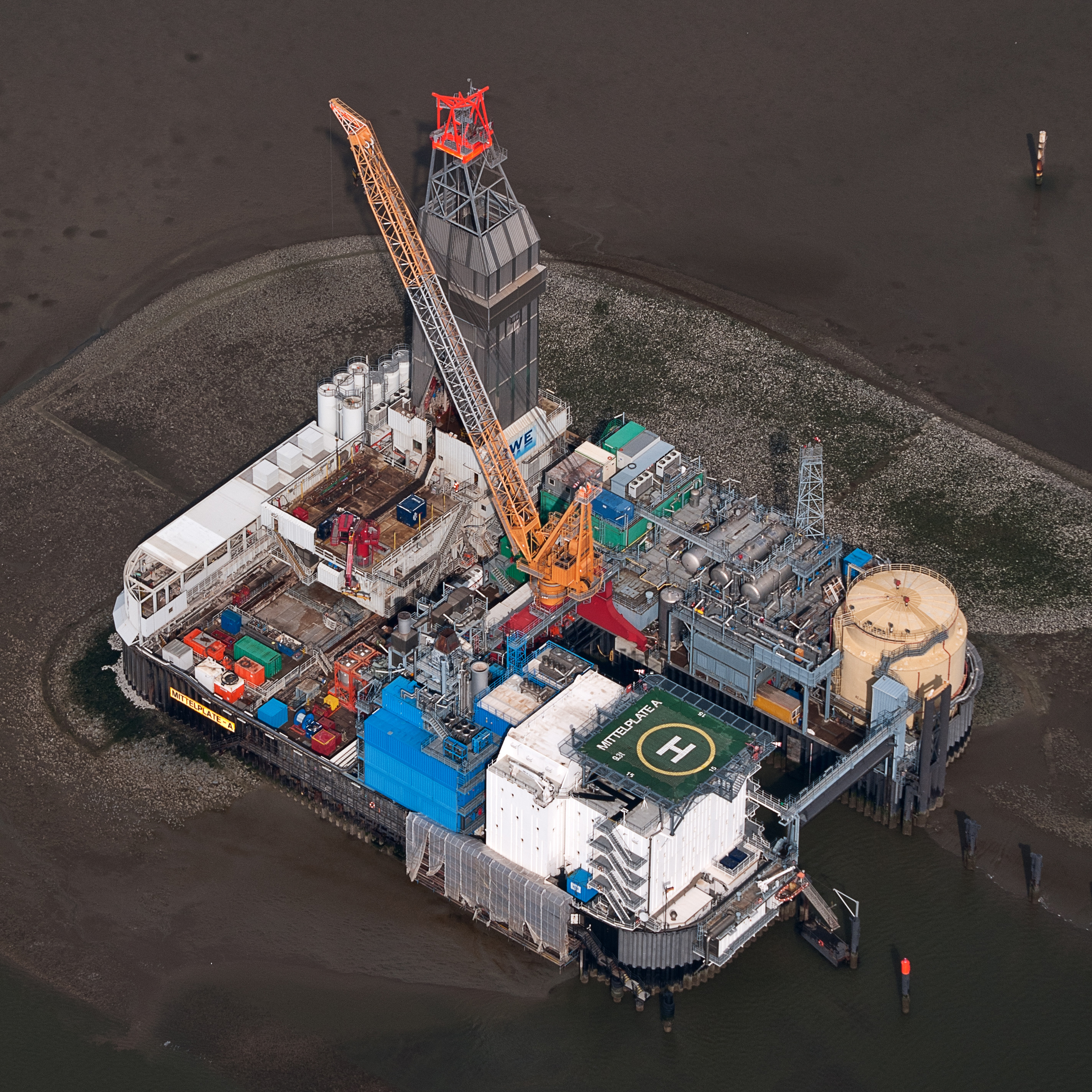
德國北方海域的石油平台的Mittelplate

石油平台，或稱鑽油平台（英語：oil platform、offshore platform、oil rig），是一個位於海上的大型的結構設施，用於鑽井提取石油和天然氣，並暫時儲存，直到石油被運送到陸地上的煉油廠去裂解原油成為產品。 在許多情況下，該平台包含開採設施以及容納勞動力的居住區。
根據不同的情況，該平台可以被固定到海底，可能是人工島，或是漂浮於海上。多個海底油井也可以連接到一個石油平台，經由管線連接。

## 历史

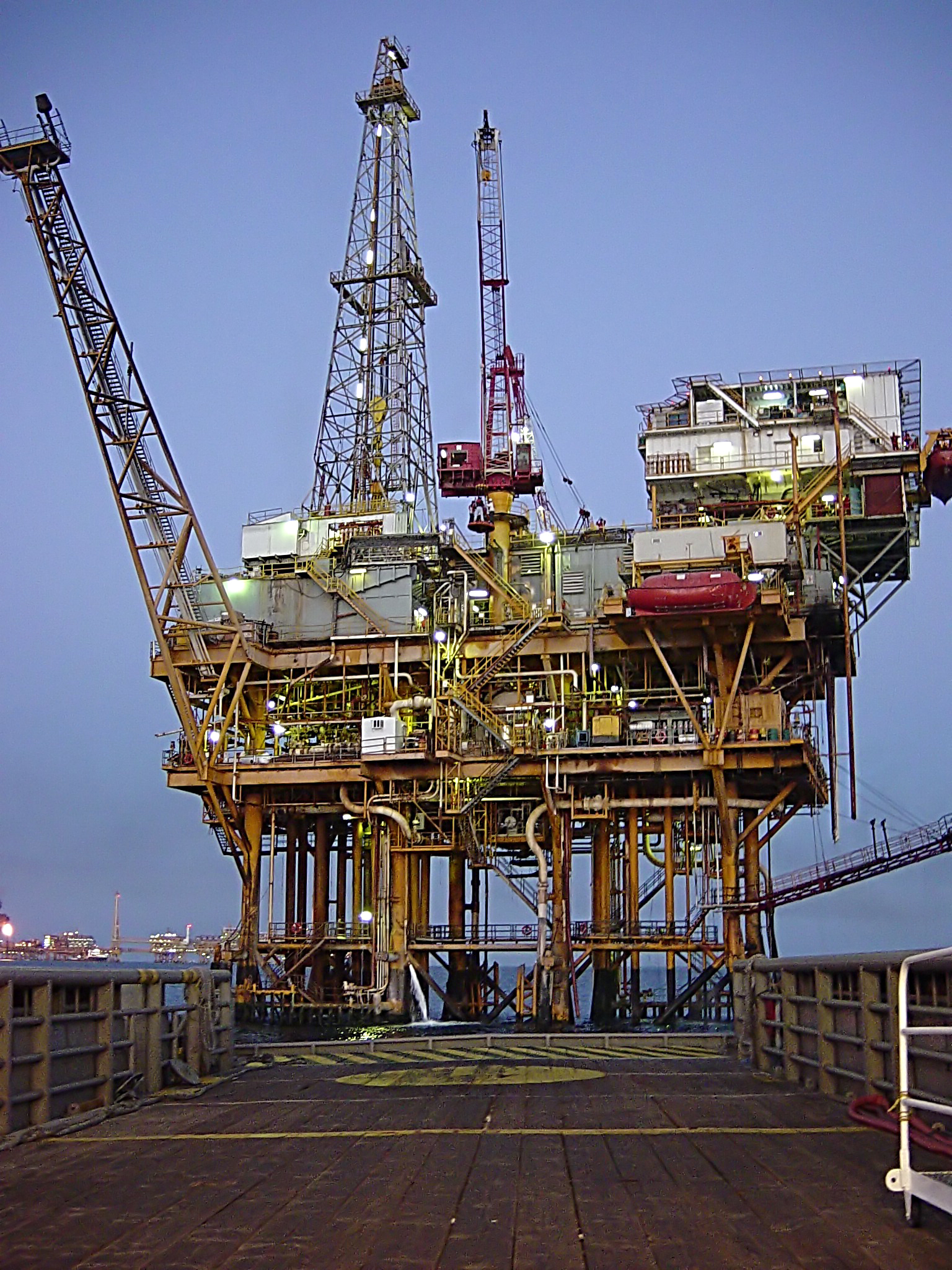
墨西哥湾的钻井平台

世界上第一次从水下油井打出石油是在1891年，这个油井位于俄亥俄州的圣玛丽大湖上的木桩上。
世界上第一座海上钻井平台是1896年，在美国加利福尼亚海岸的圣巴巴拉海峡大陆架，从一只简陋的木筏上开创了石油海上钻探的历史。
其他早期的水下钻井行动还包括，1900年代伊利湖加拿大一侧的油井和1910年代路易斯安娜喀多湖上的油井。1911年，在美国路易斯安娜和科克萨斯之间的海上滩涂区，建起了世界上第一座海上钻井平台。1920年代，委内瑞拉在马拉开波湖上的混凝土钻井平台。
1930年代早期，德士古公司开发了第一条可移动式的钢制驳船用于墨西哥湾半海水水域的钻井。

## 種類
石油平台是在世界最大的可移動的人造結構。 有幾種類型：

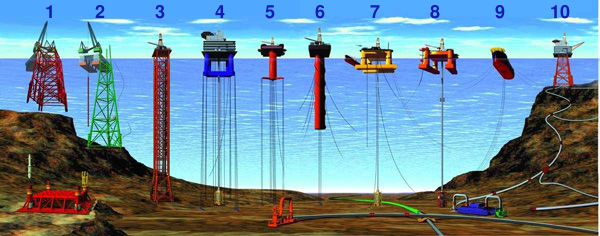
1, 2) 傳統的固定平台; 3) 顺应塔式平台; 4, 5) 张力腿平台; 6) Spar平台 ; 7,8) 半潛式平台; 9) 浮式生產，儲存和卸載裝置（FPSO）; 10) sub-sea completion and tie-back to host facility.

### 固定平台
固定平台，分为导管架式平台，混凝土重力式平台。
导管架式平台，用钢桩固定于海底。钢桩穿过导管打入海底，并由若干根导管组合成导管架。导管架先在陆地预制好后，拖运到海上安放就位，然后顺着导管打桩，最后在桩与导管之间的环形空隙里灌入水泥浆，使桩与导管连成一体固定于海底。这种施工方式，使海上工作量减少。平台即设于导管架的顶部，高于作业的波高，具体高度须视当地的海况而定，一般大约高出4～5米，这样可避免波浪的冲击。桩基式的整体结构刚性大，能适用于各种土质，是目前最主要的固定式平台。但其尺度、重量随水深增加而急骤增加，所以在深水中的经济性较差。
混凝土重力式平台，底部通常是巨大的混凝土基础（沉箱），用三个或四个空心的混凝土立柱支撑甲板结构。这种平台的重量可达几十万吨，依靠自身的重量将平台固定在海底。由于自重很大，对于制造和使用的海域有限制。现在只有北海有大约20座混凝土重力式平台。

### 顺应塔式平台
顺应塔式平台有时也称为柔性腿平台。
顺应塔平台和导管架平台很相似，而这均具有支撑水面设施的钢制导管架结构。不同的是，顺应塔平台会随水流或风载荷移动，与浮式平台类似。顺应塔通过桩固定于海底，其导管架更加窄小而具有弹性，可能包括两个或更多部分。上部的导管架还可能有浮式结构，下部导管架固定于海底，固定地点的水深即平台的高度。其应用水深可达1000米。

### 半潜式平台

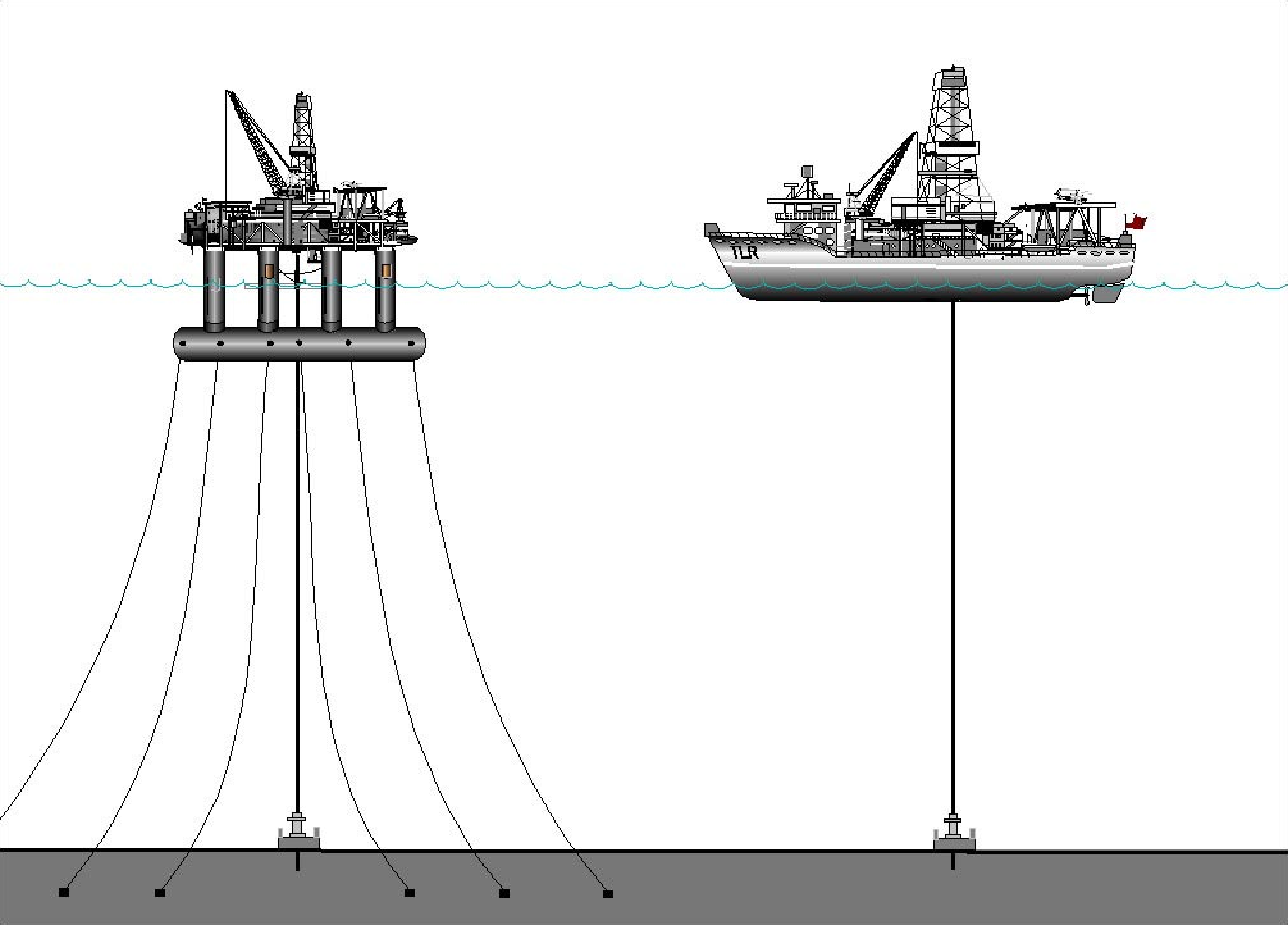
半潜式（左）、钻井船（右）

半潜式平台由坐底式平台发展而来，上部为工作甲板，下部为两个下船体，用支撑立柱连接。工作时下船体潜入水中，甲板处于水上安全高度，水线面积小，波浪影响小，稳定性好、自持力强、工作水深大，新发展的动力定位技术用于半潜式平台后，工作水深可达900-1200米。半潜式与自升式钻井平台相比，优点是工作水深大，移动灵活；缺点是投资大，维持费用高，需有一套复杂的水下器具，有效使用率低于自升式钻井平台。

### 自升式鑽井
自升式鑽井，採用腳架與工作平台一體的設計，只需拖運到開採的預定海域後，讓腳架末端的千斤頂延伸到海底，將工作平台撐高，即可進行開採作業。如須更改開採地點，只需收起腳架千斤頂，再拖運到目的海域即可。因此設備可以繼續使用。

### 钻井船
钻井船是浮船式钻井平台，它通常是在机动船或驳船上布置钻井设备。平台是靠锚泊或动力定位系统定位。按其推进能力，分为自航式、非自航式；按船型分，有端部钻井、舷侧钻井、船中钻井和双体船钻井；按定位分，有一般锚泊式、中央转盘锚泊式和动力定位式。浮船式钻井装置船身浮于海面，易受波浪影响，但是它可以用现有的船只进行改装，因而能以最快的速度投入使用。钻井船的排水量从几千吨到几万吨不等，它既有普通船舶的船型和自航能力，又可漂浮在海面上进行石油钻井。由于钻井船经常处于漂浮状态，当遇到海上的风、浪、潮时，必然会发生倾斜、摇摆、平移和升降现象，因此钻井船的稳定性是一个非常关键的问题。目前，海上钻井船的定位常用的是抛锚法，但该方法一般只适用于200m以内的水深，水再深时需用一种新的自动化定位方法。

### 浮式生產系統
浮式生產儲卸油

### 張力腿平台
張力腿平台

## 缺點

### 風險
1. 石油泄漏，破坏生态环境
2. 造成大陆架下沉，引发地震/海底火山爆发

## 事故
- 1988年北海鑽油台大爆炸
- 2010年墨西哥灣漏油事件

## 遊戲作品
- 覺醒深淵（英语：Still Wakes the Deep）

## 記錄

### 深度
- Petronius Platform（英语：Petronius Platform）, 535米（1,755英尺）
- Baldpate Platform（英语：Baldpate Platform）,  502米（1,647英尺）
- Bullwinkle Platform（英语：Bullwinkle Platform）,  413米（1,355英尺）
- Pompano Platform,  393米（1,289英尺）
- Benguela-Belize Lobito-Tomboco Platform,  390米（1,280英尺）
- Tombua Landana Platform,  366米（1,201英尺）
- Harmony Platform,  366米（1,201英尺）
- Troll A（英语：Troll A Platform）,  303米（994英尺）
- Gullfaks C（英语：Gulfaks C Platform）,  217米（712英尺）

## 相關
- 制止危及大陸架固定平台安全非法行為的議定書（英语：Protocol for the Suppression of Unlawful Acts against the Safety of Fixed Platforms Located on the Continental Shelf）

## 外部連結
- Oil Rig Disposal (pdf) （页面存档备份，存于） — Post note issued by the UK Parliamentary Office of Science and Technology.
- Overview of Conventional Platforms Pictoral treatment on the installation of platforms which extend from the seabed to the ocean surface
- Exploring the Future of Offshore Oil and Gas Development in BC: Lessons from the Atlantic （页面存档备份，存于）
- Offshore Oil Drilling News Offshore Oil Drilling News
- Oil Rig Disasters Listing of Oil Rig Accidents
- Oil Rig Photos Collection of pictures of Drilling Rigs and Production Platforms
- An independent review of Offshore Platforms in the North Sea
- The Maureen Alpha Story
- Novel concept to use off-shore oil platforms for fresh water production （页面存档备份，存于）
- Touring the Hermosa Oil Platform off the coast of Lompoc, California
- Oil Rig Jobs （页面存档备份，存于）